# Sam Michael
Sam Michael (Austrália Ocidental, 29 de abril de 1971) é um engenheiro e projetista australiano de carros para o automobilismo, que ocupou posições sênior nas equipes de Fórmula 1 da Williams e McLaren. Ele atualmente trabalha na equipe de Supercar Triple Eight Race Engineering.

## Carreira na Fórmula 1
Michael iniciou sua carreira na Fórmula 1 pela Team Lotus, com sede no Reino Unido, em 1993. Depois que a Lotus faliu em 1994, Gary Anderson, projetista chefe da Jordan, levou Michael para estabelecer o departamento de pesquisa e desenvolvimento da equipe. Em 1997, ele se juntou à equipe de testes da Jordan, em 1998 foi promovido a engenheiro de corrida e, e permaneceu na equipe até a temporada de 2000. Michael foi para a Williams em 2001. Em 2004 se tornou diretor técnico com a retirada de Patrick Head do cargo. Em 2011 devido ao exaustivo trabalho na Williams, anuncia que deixaria o cargo no final da temporada.
No final de 2011, Michael se juntou a McLaren como diretor esportivo, tornando-se parte da equipe de gerenciamento técnico sênior. Na McLaren, Michael sofreu uma pressão após uma série de falhas durante os pitstops, no período da introdução de novos equipamentos e procedimentos. Martin Whitmarsh defendeu a posição de Michael, e pouco depois as mudanças começaram a pagar.
No início de 2014, Michael se demite da McLaren e, no final daquele ano, retorna à Austrália. Em meados de 2016, Michael se juntou ao Instituto Australiano para o Conselho de Segurança do Esporte Motor com foco na segurança no esporte a motor. No final de 2016, Michael assumiu um papel de mentor em meio período com a Triple Eight Race Engineering, depois que o engenheiro Ludo Lacroix se mudou para a equipe DJR Team Penske.